# Betriebstag (Praktikum)
Der Betriebstag ist ein im Jahre 2005 eingeführter Tag der Schulwoche für Schüler der 8. Klassen an niedersächsischen Hauptschulen, der es den Schülern in einem Kurzpraktikum ermöglichen soll, einen Betrieb in der Umgebung der Schule im Rahmen einer Vorqualifizierung für das Fach Wirtschaft zu besuchen.
Alternativ kann dieser Betriebstag auch in der Schule für die Vorbereitung eines Betriebspraktikums, welches die Schüler im 9. Schuljahr ableisten sollen, auch im Rahmen des Deutsch, Mathematik- und auch Wirtschaftsunterrichtes genutzt werden.